# Murs, Indre
Murs là một xã ở tỉnh Indre khu vực trung bộ Pháp. Xã này có diện tích 23,05 km², dân số thời điểm năm 1999 là 137 người. Khu vực này có độ cao trung bình 90 mét trên mực nước biển.